# Parlamento di Brema
Il Parlamento di Brema (in tedesco Bremische Bürgerschaft, lett. "cittadinanza" o "organo civico" di Brema) è l'assemblea legislativa monocamerale dello stato federato tedesco di Brema; l'assemblea è composta da 84 membri eletti ogni quattro anni, 72 eletti nella città di Brema e 15 nel comune di Bremerhaven. I soli eletti della città di Brema formano al contempo la Stadtbürgerschaft, il Parlamento cittadino, mentre Bremerhaven ha una propria assemblea cittadina autonoma (Bremerhavener Stadtverordnetenversammlung).
La Bremische Bürgerschaft ha una tradizione che risale al XII secolo.
L'assemblea è deputata al controllo del Senato della Città libera anseatica di Brema (Senat der Freien Hansestadt Bremen), l'organo esecutivo dello Stato federato.